# 陳江華 (乒乓球運動員)
陳江華，MH（Chan Kong Wah，1961年8月31日—），原籍廣東，香港男子乒乓球隊前主教練。

## 生涯
陳江華與中國著名男子乒乓球選手江嘉良為同一批隊員，曾入選廣東省隊，後轉至香港發展，從1983年開始代表港隊出戰世界大賽，與盧傳淞為香港乒乓球隊主將。1996年，陳江華和盧傳淞組成雙打拍檔，出戰1996年亞特蘭大奧運會乒乓球雙打比賽，但未能從分組賽出線。
陳江華從2000年代開始執掌香港男隊教鞭。2004年雅典奧運，陳江華指導李靜/高禮澤獲得男雙銀牌。2012年倫敦奧運，陳江華指導香港男隊獲得男子團體比賽第四名。
2021年，陳江華指導的香港女團以4號種子出戰團體賽，先後淘汰巴西及羅馬尼亞殺入四強，雖然不敵「東道主」日本，但這支全本土陣容成功擊敗歐洲勁旅德國，為港乒女隊歷史性摘下銅牌。